# Jean-Marie Pesez
Jean-Marie Pesez (* 1929; † 1998) war ein französischer Archäologe und Historiker. Sein Interesse galt der Landbevölkerung im Mittelalter. Er gilt in Frankreich als Pionier einer Erneuerung der Archäologie des Mittelalters in den 1960er und 1970er Jahren, die auch Nachbardisziplinen einschließt und der Annales-Schule nahesteht.
1958 erhielt er seine Agrégation als Historiker, war Directeur d’études an der École pratique des hautes études und ab 1965 an der École des hautes études en sciences sociales, wo er 1965 die Groupe d’archéologie médiévale (GAM) gründete.
In Zusammenarbeit mit polnischen Wissenschaftlern untersuchte er archäologisch verlassene Dörfer des Mittelalters in Europa und grub in Frankreich (unter anderem das Dorf Dracy, Département Côte-d’Or) sowie in Sizilien und Griechenland aus. 
Weitere Pioniere auf seinem Gebiet waren in Frankreich Michel de Boüard (1909–1989), der Gründer des Centre de recherches archéologiques médiévales in Caen, und der Schüler von Georges Duby Gabrielle Démians d’Archimbaud, die in den 1960er Jahren in Aix-en-Provence das Laboratoire d’archéologie médiévale gründete.

## Schriften
- L’archéologie. Mutations, missions, méthodes, Paris, Armand Colin, 2007
- Archéologie du village et de la maison rurale au Moyen Âge, Lyon, Presses universitaires de Lyon, 1998 (Aufsatzsammlung)
- Histoire de la culture matérielle, in Jacques Le Goff (Hrsg.): La nouvelle histoire, Paris, Retz, Encyclopédie moderne, 1978
- (Hrsg.): Brucato. Histoire et archéologie d’un habitat médiéval en Sicile, Rom, École française de Rome, 1978
- mit Yves Esquieu Cent maisons médiévales en France, du XIIe au milieu du XVIe siècle. Un corpus et une esquisse, Paris, CNRS éditions, 1998.